# Складки (геологія)

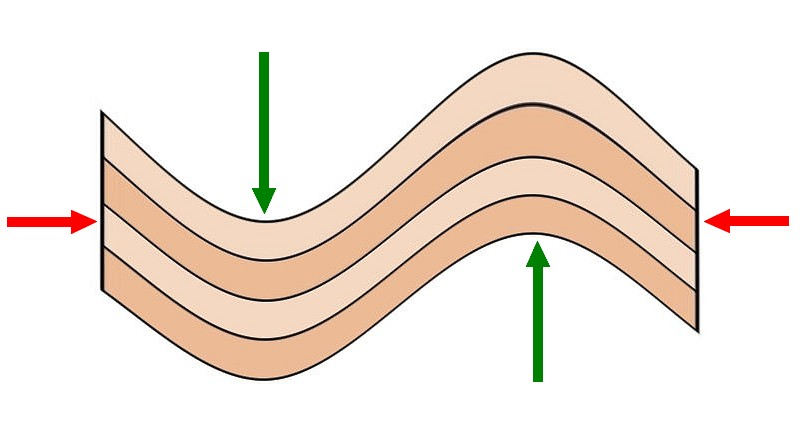
Утворення складок.

Складки (рос. складки, англ. folds, нім. Falten f pl) — хвилеподібні вигини пластів в шаруватих товщах осадових, вулканогенних, чи метаморфічних порід, які виникли при пластичних деформаціях в результаті тектогенезу. 

## Загальний опис

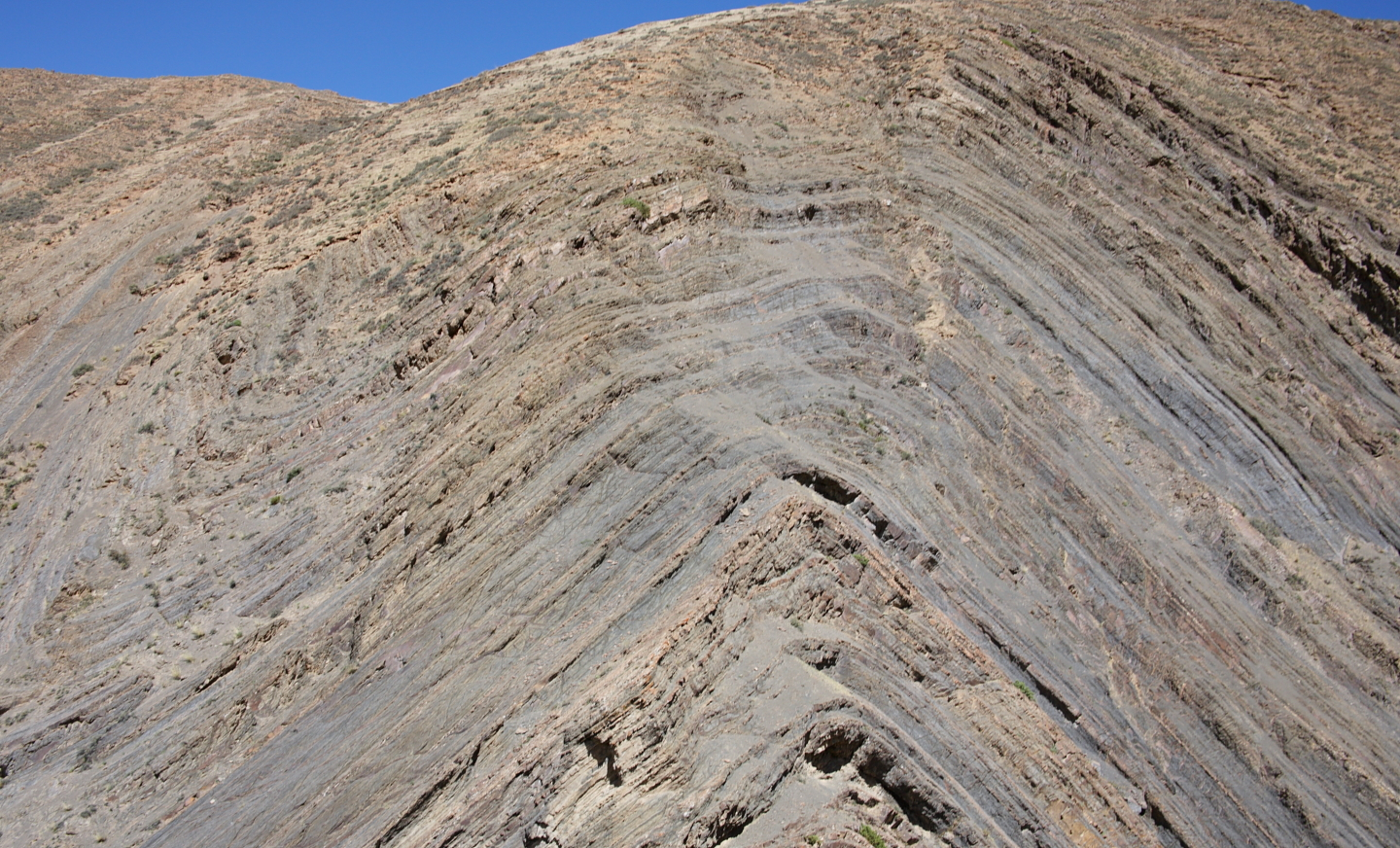
Складки гірських порід. Тибет.

Сукупність складок називають складчастістю. Вигини пластів, які мають форму складок, можуть виникати і в процесі формування пластів порід — структури облягання нерівних поверхонь незгідностей, або при рухах застигаючої лави.
Складки найбільш поширені та яскраво виражені в межах складчастих систем (гірських споруд, напр., Карпати (приклад складки в Карпатах є у відео.), Урал, Кавказ, Тянь-Шань) і більш пологі та рідкісні на платформах. 
Складчастість є результатом пластичних деформацій гірських порід і спостерігається тільки в шаруватих товщах, позаяк в масивних (інтрузивних) товщах складки не утворюються, і пластичні деформації там реалізуються в інших формах.
В тектоніці складки – структурна форма земної кори будь-яких порядків, вигин або викривлення (до зворотного падіння) шару гірських порід, площин нашарування, сланцюватості. Складки – результат тектонічної деформації без порушення суцільності складових гірських порід (див. також плікативні порушення). 
Зім'яті у складки породи мають різний вік, від докембрійських до четвертинних, і розповсюджені дуже широко. Фундамент древніх платформ повсюдно представлений докембрійськими товщами, які сильно зім'яті у складки.

## Класифікація складок
С. класифікують за ознаками форми та положення у просторі, походженням тощо.
Серед складок виділяють два основних різновиди:
- Антиклінальні складки
- Синклінальні складки

В сильно деформованих товщах (переважно метаморфічних) стратиграфічний критерій визначення антиклінальних і синклінальних складок може бути не прийнятним. В таких випадках складки, опуклі догори називають антиморфні, а опуклі донизу — синморфні.
Складки І порядку – найбільші, протяжністю в сотні і шириною в десятки км (напр., антикліналі, синкліналі). 
Складки ІІ порядку – дрібні складки, що ускладнюють більші.
Складки бувають як глибинні, так і приповерхневі, обмежені плавними контурами.

## Елементи складок

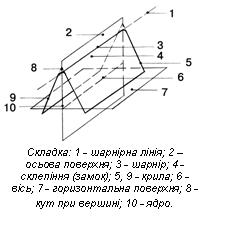

Геометричні параметри С. – кутові та лінійні величини, які кількісно характеризують елементи залягання, форму, розмір і положення складок у надрах. 
Виділяють такі основні елементи С.: 
- к р и л а – верстви (пласти) бокових частин С.; частини складки, які примикають до її замка. У суміжних антикліналі і синкліналі одне з крил спільне;
- я д р о – внутрішня частина С.;
- з а м о к (склепіння) – згин пластів, частина складки в місці перегину шарів;
- о с ь о в у   п о в е р х н ю – поверхня, яка ділить кут при вершині складки навпіл;
- в і с ь (осьова лінія) – лінія перетину осьової поверхні С. з горизонтальною поверхнею;
- ш а р н і р – точка перегину в замку або склепінні С.;
- ш а р н і р н а  л і н і я – лінія перетину осьової поверхні з покрівлею або підошвою верстви в замку або склепінні С.;
- г р е б і н ь – найвища точка С., яка не збігається з шарніром у випадку нахилених або лежачих складок;

Основні параметри складок:
- ш и р и н а С. – відстань між осями сусідніх синклінальних або антиклінальних складок;
- а м п л і т у д а С. – найкоротша відстань між дотичними площинами до верхнього та нижнього замків того самого шару двох сусідніх складок, виміряна по осьовій площині складки.
- К у т складки — кут, утворений площинами, які є продовженням крил складки.

## Окремі різновиди складок

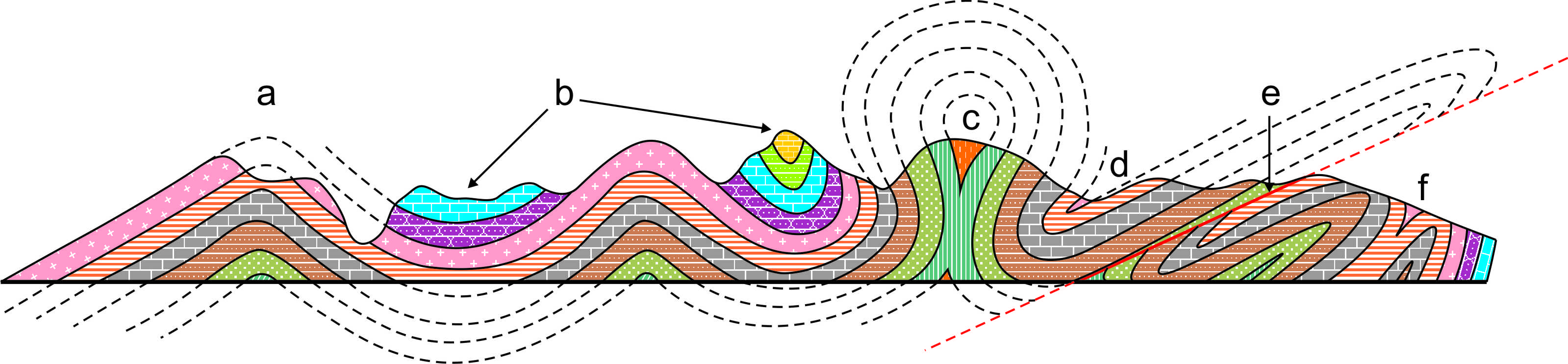
Види складок

СКЛАДКА ВІДКРИТА – складка в пластах гірських порід відносно простої будови. У відкритій антикліналі крила нахилені в бік від осьової площини, а в синкліналі – до осьової площини. 
СКЛАДКА ВІЯЛОПОДІБНА – складка з крилами, які розходяться у вигляді віяла вгору і в боки від осьової площини.  
СКЛАДКА ГАРМОНІЙНА – складка гірських порід, в якій шари різного віку зім’яті приблизно однаково. Згинам у верхніх шарах відповідають однотипні згини більш глибоких шарів.
СКЛАДКА ГОСТРА – складка пластів з крилами, які розходяться під гострим кутом.
СКЛАДКА ГОСТРОКУТНА – складка в шарах гірських порід характерна різким вигином гірських порід в замку складки. 
СКЛАДКА ЕЛЕМЕНТАРНА – те ж саме, що й складка проста.
СКЛАДКА ЗДАВЛЕНА – складка гірських порід з крилами, які сходяться в замку складки під гострим кутом. Син. – складка замкнута, складка закрита.
СКЛАДКА КОРОБЧАТА – складка шарів гірських порід або у вигляді широкої антикліналі з плоским верхом і округлими, часто вертикальними крилами, або у вигляді синкліналі з широким плоским дном і круглими крилами. 
СКЛАДКА ЛЕЖАЧА – складка гірських порід, осьова площина і обидва крила якої займають горизонтальне або близьке до нього положення. 
СКЛАДКА-НАСУВ –  складка лежача з розтягнутим і зірваним по розривній поверхні висячим крилом, так що складчаста структура переходить в насув.
СКЛАДКА НАХИЛЕНА – складка шарів гірських порід з нахиленою осьовою площиною. Крила падають у протилежні боки під різними кутами. 
СКЛАДКА НОРМАЛЬНА – 1) Яскраво виражена складка пластів гірських порід, яка характеризується великим значенням відношення висоти до ширини і подовженими обрисами. 2) Складка, в якої крила розташовані симетрично по відношенню до осі складки. 
СКЛАДКА ПЕРЕКИНУТА – складка в шарах гірських порід з сильно нахиленою осьовою поверхнею. Шари одного з крил мають перекинуте залягання.
СКЛАДКА ПЕРЕСТИСНУТА – складка з наближеними крилами і більш-менш відособленим (виділеним) ядром. Див. складка віялоподібна.
СКЛАДКА ПРОСТА – складка у вигляді простого згину пластів гірських порід. Син. – елементарна складка.
СКЛАДКА ПРЯМА – складка в шарах гірських порід з осьовою площиною, яка наближається до вертикальної, і крилами, що мають приблизно рівний нахил. Син. – складка симетрична.
СКЛАДКА РОЗІРВАНА – складка в шпрпх гірських порід, ускладнена розривними порушеннями. 
СКЛАДКА СИМЕТРИЧНА – те ж саме, що й складка пряма.
СКЛАДКА СКЛАДНА – складка в шарах гірських порід, ускладнена другорядними вигинами. 
СКЛАДКА СКОЛЮВАННЯ – складка, яка виникла в результаті сколювання шарів гірських порід в напрямку, паралельному осьовій площині.
СКЛАДКА СУНДУЧНА – те ж саме, що й складка коробчата.
СКЛАДКИ ВІДБИТІ – те ж саме, що й складки брилові.  
СКЛАДКИ БРИЛОВІ – вигини шарів гірських порід в осадовому чохлі, які виникають в результаті диференціальних рухів блоків фундаменту. Син. – складки штампові, складки відбиті.
СКЛАДКИ ВОЛОЧІННЯ – дрібні складки в шарах гірських порід, які ускладнюють великі складки. Виникають у відносно пластичному шаруватому середовищі, яке дотикається до менш пластичного горизонту при його відносному переміщенні вздовж шаруватості.
СКЛАДКИ ГРАВІТАЦІЙНІ – складки гірських порід, утворені в результаті зім’яття шарів при їх зісковзуванні під дією сили тяжіння вниз по схилам піднять. 
СКЛАДКИ ГРЕБЕНЕВИДНІ – складки, представлені чергуванням сильно виражених стиснутих антикліналей і широких плоских синкліналей.
СКЛАДКИ ПОСТУМНІ – складки, які утворюються у верхніх комплексах гірських порід в результаті повторних тектонічних рухів, які наступають за головною фазою складчастості. Як правило, вони успадковують загальний план більш давньої складчастості. 
СКЛАДКИ ТЕЧІЇ – складки, які мають по-різному орієнтовані осьові площини. Виникають в результаті течії високорухливої речовини гірських порід (напр., у флішових та сланцевих товщах, в мігматитах тощо).
СКЛАДКИ ШТАМПОВІ – те ж саме, що й складки брилові.
СКЛАДКО-СКИД – складка в шарах гірських порід, в якій перекинуте або з’єднувальне крило переходить у скид.